# Kakarbhitta
Kakarbhitta (ou Kakarvitta, en népali: काँकडभिट्टा) est une localité de la municipalité de Mechinagar (district de Jhapa), dans la partie extrême sud-orientale du Népal. Située à l’extrémité de la route Ouest-Est du Népal - et à la frontière indienne - elle est centre de grande activité économique de transit.

## Démographie
Au recensement national de 2011 la ville de Mechinagar, de laquelle dépend Kakarbhitta a une population de 57545 habitants.

## Économie
Kakarbhitta se trouve à l’extrémité orientale de la grand route (et route principale) du Népal qui fait toute la longueur du pays d’Ouest en Est – la 'Mahendra Highway' [HO 101] – et aboutit à la frontière indienne: Panitanki, dans le district de Darjeeling, au Bengale occidental. La rivière Mechi fait la frontière entre les deux pays et un pont routier la traverse reliant les deux postes frontières, Kakarbhitta au Népal et Panitanki en Inde.
Un important trafic routier transfrontalier passe par Karkarbhitta d’autant plus que l’importante ville de Siliguri ne se trouve qu’à une soixantaine de kilomètres de l’autre côté de la frontière indienne et la frontière du Bangladesh à peine quelque 10 kilomètres plus loin. Cela génère une importante activité économique avec administration douanière, bureaux d’accises et leurs agences, gare de bus, aires de parcage pour transports lourds avec stations-services, et ateliers de réparation, hôtels et guinguettes, etc.

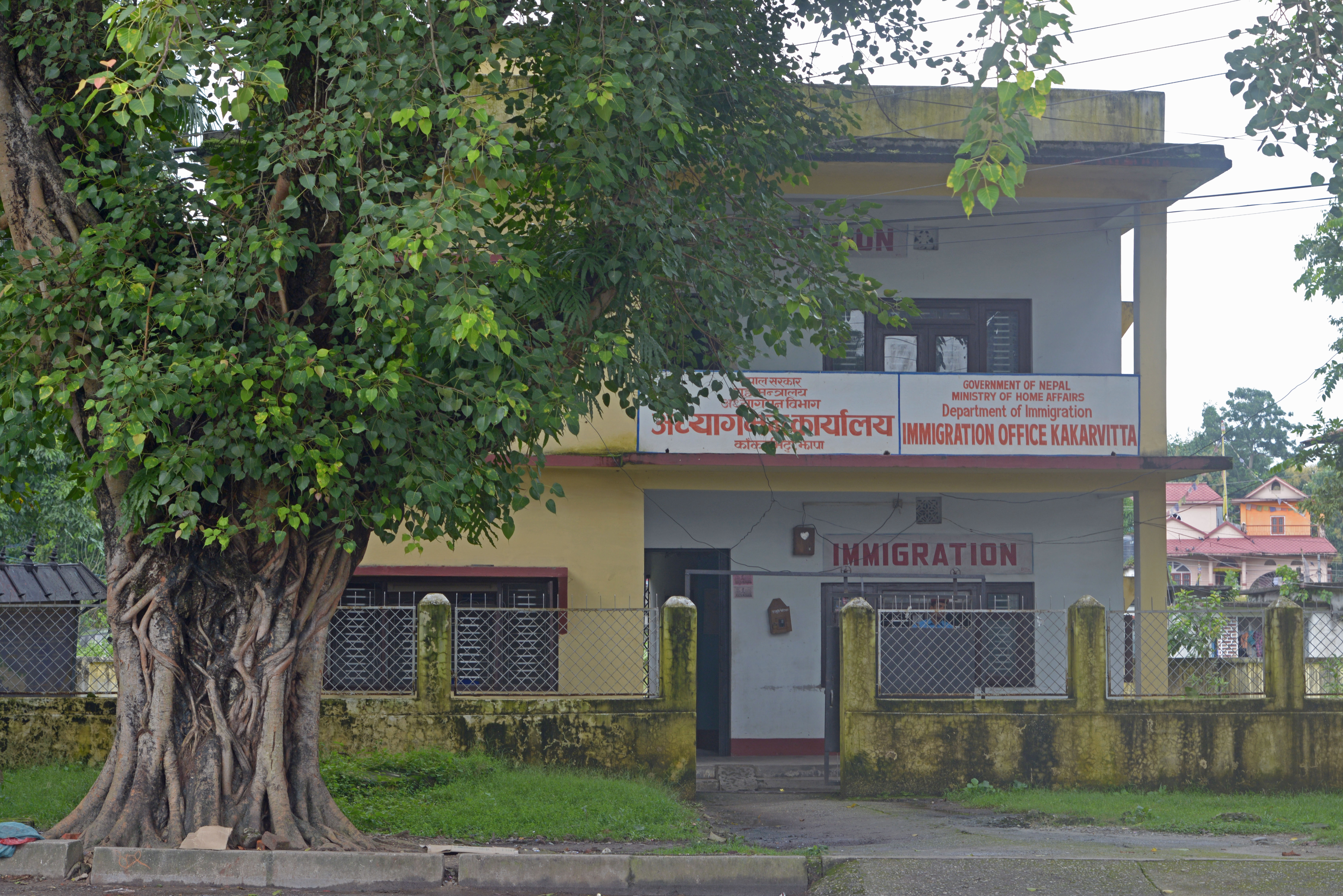
Le bureau d'Immigration' à Kakarbhitta

Le bureau d’immigration est ouvert 24h sur 24h et est autorisé à donner des visas touristiques de durée limitée.
Le projet d'un prolongement ferroviaire allant de la gare de New-Jalpaiguri, en Inde (Bengale occidental) jusque Kakarbhitta est à l'étude.